# (18359) Jakobstaude
(18359) Jakobstaude ist ein Asteroid des Hauptgürtels, der am 13. Oktober 1990 an der Thüringer Landessternwarte Tautenburg von den Astronomen Lutz D. Schmadel und Freimut Börngen entdeckt wurde.
Jakob Staude (* 1944) war bis zu seiner Pensionierung am Heidelberger Max-Planck-Institut für Astronomie als Astronom auf dem Gebiet der Sternentstehung tätig. Von 1981 bis 2007 war Staude Chefredakteur, zwischen 2008 und 2013 einer der Herausgeber der Zeitschrift Sterne und Weltraum. Der Name wurde von Lutz Schmadel vorgeschlagen.